# Pugachov (ciudad)
Pugachov (del ruso: Пугачёв) es una ciudad del óblast de Sarátov, en Rusia, centro administrativo del raión homónimo. Está situada a orillas del río Irgiz, afluente del Volga, a 245 km al sudeste de Sarátov. La localidad contaba con 42.895 habitantes en 2009.

## Historia
El origen de Pugachov se remonta a la sloboda Mechetnaya, fundada en 1764 por viejos creyentes que regresaban de Polonia. Catalina II había promulgado un decreto en 1762 para la colonización de la llanura del Volga. El nombre surge por las ruinas que se hallaron allí de mezquitas de la época de la Horda de Oro. En 1765 contaba con 264 habitantes y una sola calle. En 1835, recibió el estatus de ciudad y fue rebautizada como Nikoláyevsk (Никола́евск), en homenaje al zar Nicolás I.
En 1918, la ciudad recibió el nombre del líder de la insurrección cosaca Yemelián Pugachov (1740-1775), por iniciativa del líder bolchevique Vasili Chapáyev.

## Demografía
| 1897   | 1926   | 1959   | 1970   | 1979   | 1989   | 2002   | 2008   |
| ------ | ------ | ------ | ------ | ------ | ------ | ------ | ------ |
| 12 500 | 17 500 | 32 700 | 34 000 | 39 050 | 40 947 | 41 436 | 42 700 |

## Economía y transporte
Los sectores industriales de la ciudad son:
- Molinos para grano.
- Destilería de vodka.
- Panadería industrial.

El aeropuerto civil de Pugachov está a 7 km al sudoeste de la ciudad de Pugachov y dispone de una pista de asfalto de 2300 m de longitud.

## Personalidades
- Alekséi Tolstói (1882-1945), escritor, nació cerca de Pugachov, en Sosnovka.